# Komisja Ustalania Nazw Miejscowości

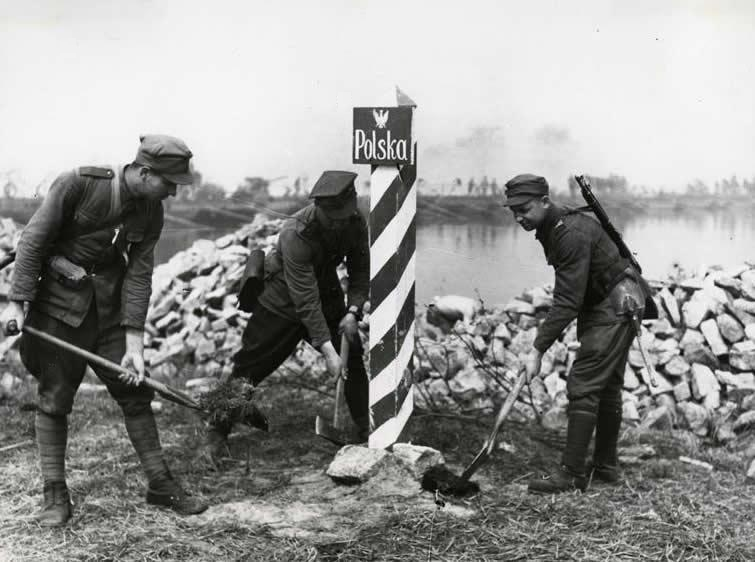
Stawianie słupów granicznych nad Odrą (1945)

Komisja Ustalania Nazw Miejscowości przy Ministerstwie Administracji Publicznej (KUNM) – państwowy organ administracyjny utworzony w 1934 r., a po zakończeniu II wojny światowej reaktywowany w 1945 r., działający głównie na obszarze Ziem Odzyskanych.
Na początku kwietnia 1945 r. przy Dyrekcji Okręgowej Kolei Państwowych w Poznaniu powołano również inny tego typu podmiot – Komisję dla spraw Przywrócenia Nazw Słowiańskich na Przyodrzu, której zadaniem było nadanie polskich nazw stacjom, przystankom i posterunkom kolejowym na ziemi lubuskiej, Przyodrzu Pomorskim i Śląsku.
Zadaniem KUNM było ponowne nazwanie miejscowości i obiektów fizjograficznych (rzek, jezior, pasm górskich itp.), aby przywrócić – lub nadać nową – polską nazwę.
Na jej czele stanął prof. Stanisław Srokowski z Warszawy (geograf). W jej składzie znaleźli się trzej językoznawcy: prof. dr Kazimierz Nitsch, prezes Polskiej Akademii Umiejętności, prof. Mikołaj Rudnicki z Poznania, prof. dr Witold Taszycki z Krakowa.
Na pierwszej konferencji ustalono nazwy dla miejscowości liczących powyżej 5000 mieszkańców, podczas drugiej ustalone zostały nazwy miejscowości do 5000 mieszkańców oraz niektórych stacji kolejowych, trzecia konferencja ustaliła nazwy reszty stacji kolejowych oraz miejscowości liczących 500 do 1000 mieszkańców, na czwartej konferencji ustalone zostały nazwy miejscowości liczących od 250 do 500 mieszkańców (dla byłych Prus Wschodnich również części osad liczących 500 do 1000 mieszkańców), piąta konferencja ustaliła nazwy dla wsi liczących poniżej 250 mieszkańców (w przypadku Prus Wschodnich – od 250 do 500). Resztę nazw ustaliła ostatnia, szósta konferencja. W latach 1946–1951 przywrócono lub ustalono nowe nazwy polskie dla ok. 32 tys. miejscowości oraz ok. 3 tys. obiektów fizjograficznych. Opracowany wówczas materiał nazewniczy Ziem Odzyskanych ujęty został w publikacji „Słownik Nazw Geograficznych Polski Zachodniej i Północnej” pod redakcją prof. Stanisława Rosponda (również przewodniczącego podkomisji śląskiej).
Funkcjonowały podkomisje regionalne: m.in. krakowska, poznańska, dla Śląska, dla nazewnictwa Sudetów, Pomorza Zachodniego i ziemi lubuskiej, dla Pomorza Gdańskiego i Prus Wschodnich (określanych wtedy mianem Pomorza Mazowieckiego).
Niejednokrotnie jednak z przyczyn politycznych, jak i braku źródeł, częściowo wskutek słabego przygotowania merytorycznego, tworzono tzw. „chrzty nazewnicze”, niekiedy także dla uczczenia zasłużonych postaci, m.in.:
- niem. Sensburg, dawne pol. Ządźbork, przemianowano na Mrągowo, aby upamiętnić Krzysztofa Celestyna Mrongowiusza
- niem. Lötzen, po II wojnie światowej najpierw Lec, następnie Łuczany, jednak Komisja Ustalania Nazw Miejscowości ustaliła nazwę Giżycko, na cześć Gustawa Gizewiusza (Giżyckiego)
- Rychbach (niem. Reichenbach) na Dolnym Śląsku otrzymało nazwę Dzierżoniów dla uczczenia Jana Dzierżona
- niem. Rastenburg, po II wojnie światowej Rastembork, przemianowano na Kętrzyn, od nazwiska Wojciecha Kętrzyńskiego
- niem. Drengfurt, po II wojnie światowej Dryfort (wieś gminna w województwie warmińsko-mazurskim, w powiecie kętrzyńskim) obecną nazwę Srokowo uzyskała w listopadzie 1946 r.[5] dla upamiętnienia jeszcze żyjącego Stanisława Srokowskiego (1872–1950), przewodniczącego Komisji Ustalania Nazw Miejscowości.

Komisja Ustalania Nazw Miejscowości ustalała nazwy na Ziemiach Północnych i Zachodnich do 1960 r. Obecnie w Polsce działają dwie komisje standaryzacyjne. Standaryzacją nazw geograficznych w Polsce zajmuje się Komisja Nazw Miejscowości i Obiektów Fizjograficznych, działająca przy Ministrze Spraw Wewnętrznych i Administracji. Drugim organem nazewniczym jest Komisja Standaryzacji Nazw Geograficznych poza Granicami Rzeczypospolitej Polskiej, umocowana przy Głównym Geodecie Kraju. W Komisji Ustalania Nazw Miejscowości i Obiektów Fizjograficznych z mocy ustawy przewodniczącym jest językoznawca.